# 京雄城际铁路
京雄城际铁路，是中国一条连接北京市和河北省保定市雄安新区的城际铁路。线路自京九铁路李营站引出，向南经北京大兴国际机场、河北省廊坊、霸州、最后达到雄安新区雄安站，新建线路全长92.03公里，运营里程为106公里（含北京西至李营14.254公里），新建车站5座。2019年9月26日北京至大兴机场段开通，该段最高时速250公里。2020年12月27日大兴机场至雄安段开通，该段初期最高运营时速300公里。

## 线路
京雄城际铁路原规划为京霸城际铁路，线路北起北京市市区，经过北京大兴国际机场、河北省固安县、永清县到达霸州市。沿途设北京大兴站、大兴机场站、永清西站和霸州北站。该项目北京段于2016年12月30日开工。北京西站至李营站改造14.254公里，李营站至大兴机场站新建线路33.97公里。
2017年6月下旬，京霸城际铁路计划改为京雄铁路，终点改为雄安新区雄安站。改动后原京雄城际铁路规划的李营至新机场段不做调整，而从新机场以南到市界的3公里线路则需要改线。河北境内计划途径廊坊市的固安县、永清县和霸州市后抵达雄安新区。

### 车站
| 京雄城际铁路                     |                      |                 |                                                                   |        |        |        |                           |          |
| 站名                             | 运营里程[1] （千米） | 站间距 （千米） | 轨道换乘                                                          | 行政区 | 行政区 | 行政区 | 开通日期                  | 站场规模 |
| 北京西站                         | 0                    | -               | █ 7号线 █ 9号线 城市副中心线 京九、西长、京广高速铁路、地下直径线 | 北京市 | 北京市 | 丰台区 | 2019年9月26日（京雄城际） | 10台20线 |
| 李营站                           | 14                   | 14              | 京九铁路 大李铁路                                                 | 北京市 | 北京市 | 大兴区 | 不对外开放                |          |
| 北京大兴站                       | 22                   | 8               | █ 大兴线(黃村火车站) 京沪、京九铁路 黄村站                        | 北京市 | 北京市 | 大兴区 | 2019年9月26日             | 2台5线   |
| 大兴机场站                       | 47                   | 25              | █ 大兴机场线 怀兴城际铁路                                         | 河北省 | 廊坊市 | 广阳区 | 2019年9月26日             | 4台10线  |
| 固安东站                         | 63                   | 16              | 津兴城际铁路                                                      | 河北省 | 廊坊市 | 固安县 | 2020年12月27日            | 4台12线  |
| 霸州北站                         | 85                   | 22              |                                                                   | 河北省 | 廊坊市 | 霸州市 | 2020年12月27日            | 2台4线   |
| 雄安站                           | 106                  | 21              | 京港台通道（丰雄商） 京昆通道（雄忻）                             | 河北省 | 保定市 | 雄县   | 2020年12月27日            | 11台19线 |
| 注释                             |                      |                 |                                                                   |        |        |        |                           |          |
| 1 运营里程为自北京西站起的里程。 |                      |                 |                                                                   |        |        |        |                           |          |

## 建设
2018年2月9日，国家发改委正式批复北京至雄安城际铁路。2018年2月28日，北京至雄安城际铁路正式开工建设。共计建设新线92.4公里，设站5座，项目总投资335亿元。
京雄城际铁路北京段（即李营至大兴机场段）新建线路长35.88公里，设计时速250公里，已于2016年12月随京霸城际铁路开工，于2019年4月15日开始全线铺轨，同年7月份进入试运行调试阶段，9月26日开通运营，从北京西站到大兴机场最快28分钟。大兴机场至雄安段设计时速350公里，预计2020年底开通。建成后，从北京西站至雄安站需1小时左右。
2019年2月3日，京雄城际铁路黄固特大桥合龙，该桥从北京大兴黄村到河北固安，全长28.03公里，是京雄城际铁路最长的桥梁。
2019年5月25日，京雄城际铁路固安特大桥跨廊涿高速公路墩顶不平衡转体连续梁成功完成转体，该连续梁是京雄城际铁路最大跨度墩顶转体连续梁，也是铁路建设系统首例不平衡转体连续梁，创新采用了“不平衡长悬臂下滑道墩顶转体”技术。
2020年8月17日上午，京雄城际铁路（大兴机场至雄安站）全线完成铺轨。9月10日，京雄城际铁路河北段接触网送电成功，全线接触网贯通。9月17日，京雄城际铁路河北段开始联调联试。12月27日全线开通运行。

## 运营
京雄城际铁路北京西-大兴机场段使用经过改装的复兴号CR400AF型电力动车组，二等座布局由3+2改为2+2，车厢中部同时增设大件行李存放处。开通初期，北京西站为京雄城际设立了专属实名验证口及专用候车室（10候车室）；京雄城际北京西-大兴机场间最快运行时间30分钟，大兴机场-北京西间最快运行时间28分钟；另外，二等座的乘客实行不对号入座，而一等座及商务座的旅客则需要对号入座。
京雄城际铁路北京西-大兴机场段开通初期共安排开行动车组列车12对，截止2020年，乘坐京雄城际的乘客可使用铁路e卡通扫码乘车，不需要旅客提前购买车票。
9月26日，C2701次列车从北京西站驶向大兴机场站。当日，京雄城际铁路北京西至大兴机场段开通运营，旅客从北京西站乘坐高铁，最快28分钟抵达大兴国际机场。
2021年1月20日全国铁路运行图调整时，将按照日常线、高峰线安排列车开行，每日开行动车组列车最高达17对。
2021年7月15日，C2702/3次列車改為專為京雄城际铁路而設計的CR400AF-C自駕智能動車組擔當。

## 列車編組

### 单列运行
C2702-2704/2713/2717/2720/2724/2725次使用配属于北京局集团雄安动车运用所的CR400AF-C。
C2735/2736次与来往北京西和南昌西的G892/895次列车套跑，因此使用配属于南昌局集团南昌西动车运用所的CR400AF-Z。
其余班次使用配属于北京局集团雄安动车运用所的CR400AF。
| 车厢编号                          | 1                 | 2           | 3           | 4           | 5                 | 6           | 7           | 8                 |
| 车型                              | ZYS 一等/商务座车 | ZE 二等座车 | ZE 二等座车 | ZE 二等座车 | ZEC 二等座车/餐车 | ZE 二等座车 | ZE 二等座车 | ZES 二等/商务座车 |
| 定员 （CR400AF-2017、2142～2146） | 5+24              | 60          | 60          | 48          | 42                | 60          | 60          | 5+28              |
| 定员 （CR400AF-C、CR400AF-Z）     | 6+28              | 90          | 90          | 75          | 63                | 90          | 90          | 6+40              |

### 重联运行
C2710/2723次与来往北京西和贵阳北的G73/74次列车套跑，因此使用配属于北京局集团雄安动车运用所的CR400AF，重联运行。
| 车厢编号 | 1、9              | 2、10       | 3、11       | 4、12       | 5、13             | 6、14       | 7、15       | 8、16             |
| 车型     | ZYS 一等/商务座车 | ZE 二等座车 | ZE 二等座车 | ZE 二等座车 | ZEC 二等座车/餐车 | ZE 二等座车 | ZE 二等座车 | ZES 二等/商务座车 |
| 定员     | 6+28              | 90          | 90          | 75          | 63                | 90          | 90          | 6+40              |

### 长编组运行
C2706/2731次、C2712/2727次、C2733/2734次分别与来往北京西和张家界西的G687-690次列车、北京西和珠海的G337/338次列车、北京西和广州南的G1579/1580次列车套跑，因此使用配属于北京局集团雄安动车运用所的CR400BF-A。
| 车厢编号 | 1           | 2           | 3           | 4           | 5            | 6           | 7           | 8            | 9                 | 10          | 11          | 12          | 13           | 14          | 15          | 16                |
| 车型     | SW 商务座车 | ZY 一等座车 | ZE 二等座车 | ZE 二等座车 | ZEC 二等座车 | ZE 二等座车 | ZE 二等座车 | ZES 二等座车 | ZYS 二等座车/餐车 | ZE 二等座车 | ZE 二等座车 | ZE 二等座车 | ZEC 二等座车 | ZE 二等座车 | ZY 一等座车 | ZYS 一等/商务座车 |
| 定员     | 5+12        | 60          | 90          | 90          | 90           | 90          | 90          | 75           | 48                | 90          | 90          | 90          | 90           | 90          | 90          | 5+28              |